# Silvia Pinal

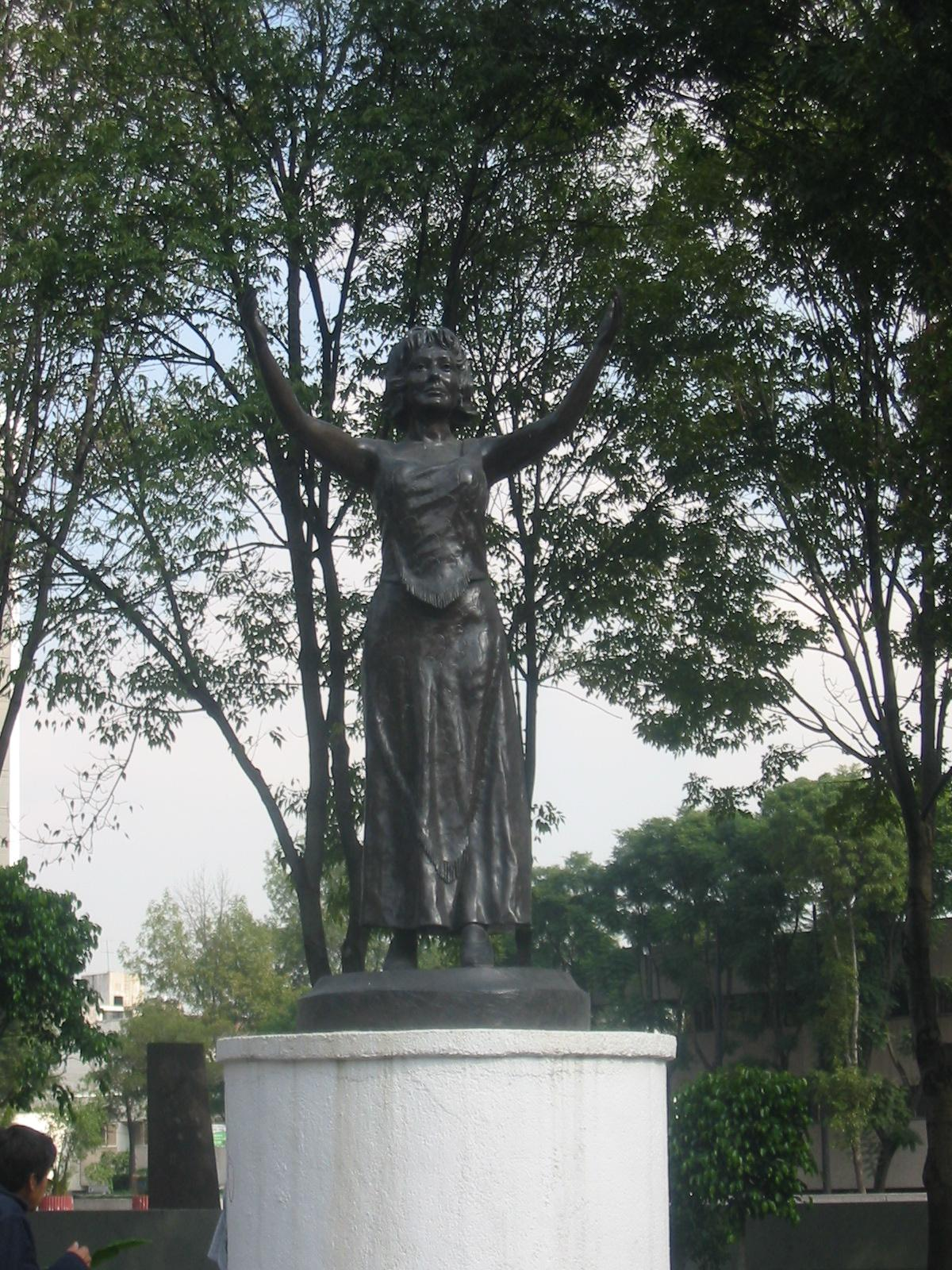
Pomnik Silvii Pinal

Silvia Pinal Hidalgo (ur. 12 września 1931 w Guaymas, zm. 28 listopada 2024 w Meksyku) – meksykańska aktorka filmowa, teatralna i telewizyjna, producentka i polityk.
Zadebiutowała w 1948 rolą w filmie Bamba.

## Filmografia
- 1948: Bamba
- 1948: El pecado de Laura jako Juanita
- 1949: Escuela para casadas jako Teresa Moreno
- 1949: La mujer que yo perdí jako Laura
- 1950: Azahares para tu boda
- 1950: El amor no es negocio
- 1950: Recién casados... no molestar
- 1950: El amor no es ciego jako Malena
- 1950: La marca del zorrillo jako Lupita
- 1950: El portero
- 1950: El rey del barrio jako Carmelita
- 1950: Azahares para tu boda jako Tota
- 1951: La estatua de carne jako Marta
- 1951: Una gallega baila mambo
- 1952: Cuando los hijos pecan
- 1952: Ahora soy rico
- 1952: Un rincón cerca del cielo
- 1952: Me traes de un ala
- 1952: Doña Mariquita de mi corazón
- 1952: El casto Susano
- 1952: Sí... mi vida
- 1952: Por ellas aunque mal paguen
- 1952: Mujer de medianoche
- 1953: Mis tres viudas alegres
- 1953: Yo soy muy macho
- 1953: Si volvieras a mí
- 1953: Las cariñosas
- 1953: Reventa de esclavas
- 1954: Pecado mortal
- 1954: Amor en cuatro tiempos
- 1954: La sospechosa
- 1954: La vida tiene tres días
- 1954: Historia de un abrigo de mink
- 1954: Hijas casaderas
- 1954: Un extraño en la escalera
- 1955: Locura pasional
- 1955: El vendedor de muñecas
- 1956: El inocente
- 1956: La dulce enemiga
- 1956: La adúltera
- 1956: Cabo de hornos
- 1956: Teatro del crimen
- 1957: Préstame tu cuerpo
- 1957: Dios no lo quiera
- 1957: Una golfa
- 1958: El hombre que me gusta
- 1958: Una cita de amor
- 1958: ¡Viva el amor!
- 1958: Desnúdate, Lucrecia
- 1958: Mi desconocida esposa
- 1959: Uomini e nobiluomini
- 1959: Charlestón
- 1959: Las locuras de Bárbara
- 1960: Maribel y la extraña familia
- 1961: Viridiana
- 1961: Adiós, Mimí Pompón
- 1962: Anioł zagłady (El ángel exterminador)
- 1964: Buenas noches, año nuevo
- 1965: Szymon Pustelnik (Simón del desierto)
- 1965: Los cuervos están de luto
- 1966: La Güera Xóchitl
- 1966: Juego peligroso
- 1966: Estrategia matrimonio
- 1966: La soldadera
- 1967: María Isabel
- 1968: El cuerpazo del delito
- 1968: El despertar del lobo
- 1968: Strzelby dla San Sebastian
- 1968: 24 horas de placer
- 1969: La mujer de oro
- 1969: Los novios
- 1969: La hermana Trinquete
- 1970: Bang bang... al hoyo
- 1970: Shark!
- 1970: Caín, Abel y el otro
- 1971: El amor de María Isabel
- 1971: Los cacos
- 1971: ¡Cómo hay gente sinvergüenza!
- 1971: Secreto de confesión
- 1977: Divinas palabras
- 1977: México de mis amores
- 1977: Las mariposas disecadas
- 1980: El niño de su mamá
- 1980: El canto de la cigarra
- 1980: Amor es veneno
- 1980: Dos y dos, cinco
- 1982: Pubis Angelical
- 1992: Modelo antiguo
- 2000: A propósito de Buñuel

## Telenowele
- 1968: Los caudillos jako Jimena
- 1973: ¿Quién?
- 1980: Y ahora, ¿qué?
- 1980: Al rojo vivo jako Tina Segovia
- 1982: Mañana es primavera jako Amanda Serrano
- 1984: Eclipse jako Magda
- 1995: Lazos de amor w roli samej siebie
- 1998: Cristina (El privilegio de amar) jako Ella misma
- 2000: Mała księżniczka (Carita de Angel) jako matka Lucía
- 2004: Aventuras en el tiempo jako Silvia
- 2010: Kobieta ze stali (Soy Tu Dueña) jako Isabel Rangel Vda. de Dorantes
- 2017: Mi marido tiene familia jako Imelda Sierra de Córcega